# Laurent de Cherisey
Laurent de Cherisey est un entrepreneur social français, né le 19 novembre 1963 à Neuilly-sur-Seine. Il est également connu comme auteur de plusieurs ouvrages recensant des initiatives de changement du quotidien, qui sont des succès de librairie.

## Biographie
Après des études de commerce, Laurent de Cherisey crée une première entreprise dans le domaine de la communication.
En 1983, à la suite d'un accident de voiture qui laisse sa sœur Cécile lourdement handicapée, leur mère crée une association luttant contre l'isolement lié au handicap et lui-même s'engage dans le secteur social. Il part d'abord effectuer une coopération en Côte d'Ivoire en 1989 avec l'association Fidesco, puis s'investit dans une entreprise de réinsertion, Artisans de Paix, qui permet à des personnes éloignées de l'emploi de travailler dans un réseau de friperies. 
En 1997, il lance avec Grégoire Dorget l'agence Canaveral spécialisée dans le marketing opérationnel, qui devient vite leader sur son marché et intègre le groupe Ogilvy puis WPP. 
Il contribue par ailleurs, en 2001, à la création d'une Groupe d'Entraide Mutuelle (GEM) pour handicapés par traumatisme crânien (Loisirs et Progrès).

En 2003, il lance le réseau « Reporters d'Espoirs » dont le but est de promouvoir l'information positive et de médiatiser des initiatives répondant aux enjeux du XXIe siècle.
En 2005-2006, il entreprend un tour du monde avec sa femme Marie-Hélène et leurs cinq enfants. Leur objectif est de rencontrer ce qu'ils appellent des « Bâtisseurs d'Espoir », des entrepreneurs sociaux qui ont su, par leurs initiatives, améliorer le quotidien de leurs communautés.
De ce voyage, ils font un livre, Passeurs d'espoirs, qui rencontre un certain succès (plus de 164 000 exemplaires vendus), puis une série documentaire diffusée sur TV5 Monde.

Sur le même mode, son livre Recherche volontaires pour changer le monde recense en 2008 des initiatives en France et est également un succès de librairie .

## L'association Simon de Cyrène
À son retour de tour du monde, en 2006, il rejoint l'« association Simon de Cyrène » (du nom de l'homme réquisitionné pour aider Jésus à porter sa croix) consacrée à l'habitat social des personnes handicapées. 
L'association reçoit  également le soutien de Jean Vanier, fondateur de l'Arche, Marie-Hélène Mathieu, fondatrice de l'OCH, et de Philippe Pozzo di Borgo, auteur du livre Second souffle qui a inspiré le film Intouchables  qui lui verse 5 % des bénéfices d'Intouchables,.
En 2010, un premier appartement pilote ouvre à Vanves, à l'emplacement de l'ancienne abbaye Sainte-Bathilde. De nouveaux appartements sont ouverts progressivement sur le site de Vanves. Fin 2011, trois maisons partagées accueillent 34 résidents handicapés et 36 assistants professionnels et jeunes volontaires. En 2014, d'autres lieux sont à l'étude à Angers, Rungis, Dijon ou sur l'île de Ré.

## Écrits
- Passeurs d'espoir, Tome 1, 14 mois, 14 pays, 14 rencontres exceptionnelles (avec Marie-Hélène de Cherisey), Presses de la Renaissance, octobre 2005.
- Passeurs d'espoir, Tome 2 Quel monde pour nos enfants, quel avenir pour le monde ?(avec Marie-Hélène de Cherisey), Presses de la Renaissance, avril 2006.
- Passeurs d'espoir, carnet de voyage, Presses de la Renaissance(avec Marie-Hélène de Cherisey), Presses de la Renaissance, octobre 2006.
- Recherche volontaires pour changer le monde, Presses de la Renaissance, février 2008.
- Le grain de sable et la perle (avec Viviane Perret), Presses de la Renaissance, mai 2011.
- Tous intouchables (coécrit avec Jean Vanier et Philippe Pozzo di Borgo), Bayard Culture, octobre 2012[12].